# Tanya Harrison
Dra. Tayna Harrison é uma cientista planetária e Gerente dos Programas Científicos no Planet Labs, trabalhando na área federal com agências científicas com o objetivo de aumentar o uso dos dados dos satélites de observação terreste do Planet Labs. Anteriormente ela foi Diretora de Pesquisa na Iniciativa de Tecnologia Espacial e Ciências da Universidade Estadual do Arizona e esteve nas equipes científicas dos rovers Opportunity e Curiosity.

## Educação
Aos cinco anos de idade ela assistiu Big Bird in Japan e desenvolveu um interesse na área espacial. Ela juntou-se na área de Seattle do Mars Society e atendeu a 3ª Conferência Internacional da Sociedade Marciana em Toronto. Tanya Harrison completou seu bacharel em Astronomia e Física na Universidade de Washington (2006), antes de um Mestrado em Ciências da Terra e Ambientais na Universidade Wesleyan (2008). Harrison completou seu PhD, "Global-Scale Studies of Martian Mid-Latitude Landforms" no Centro de Ciências Planetárias e Exploração Espacial na Universidade de Western Ontario (2016). Ao lado de seus estudos de pós graduação, Harrison trabalhou como assistente de divulgação pública.

## Pesquisa

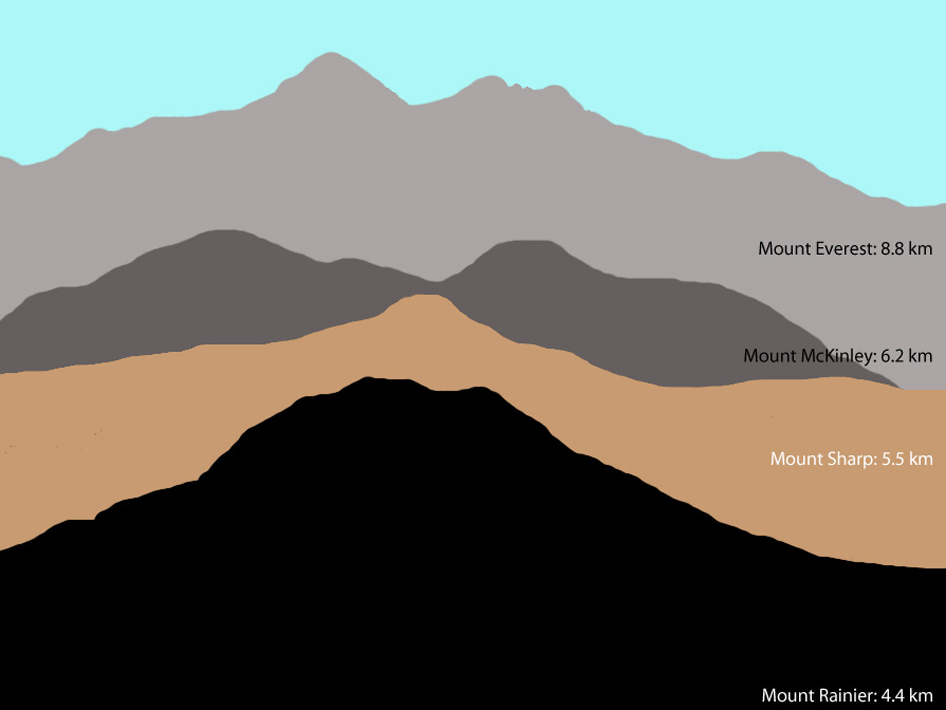
'Mount Sharp' dentro da Cratera Gale, Marte, criado por Tanya Harrison.

Sua pesquisa envolve geomorfologia marciana e análogos terrestres, espectropia e glaciologia.
Harrison tirou umas férias entre seus Bacharels e PhDs. Em 2008, Harrison torunouse Assistant Staff Scientist no Malin Space Science Systems, após receber uma bolsa da NASA. Aqui ela participou da equipe de operações científicas do Mars Reconnaissance Orbiter. Ela também trabalhou no Mars Color Imager, o Mast Cameras e Mars Hand Lens Imager. Durante esta época, Harrison trabalhou na programação científica do Norwescon. Entre 2010 e 2012, Harrison trabalhou no The Planetary Society como web edittor. Em 2011, Harrison foi parte da equipe que venceu o NASA Group Achievement Award pelo Mars Reconnaissance Orbiter. Ela venceu pela segunda vez em 2013, como parte da equipe do Mars Cience Laboratory Mast Camera.
Harrison recebeu a Bolsa Amelia Earhart da Zonta (duas vezes), o Vanier Canada Graduate Scholarships, e o Prêmio Futuro da Sociedade Geológica dos Estados Unidos, entre outros. Ela trabalhou como Pesquisadora Assistente no Centre for Planetary Science & Exploration da Universidade de Western Ontario.
Em 2016, ela venceu o Prêmio Paul Pellas-Ryder da Sociedade Geológica dos Estados Unidos. Naquele ano, ela tornou-se uma pesquisadora de pós-doutorado e Diretora de Pesquisa da Iniciativa NewSpace na Universidade Estadual do Arizona. Ela também trabalhou com empresas aeroespaciais privadas, como a Blue Origin e Bigelow Aerospace. Harrison já citou a missão Pathfinder da NASA como uma das suas maiores inspirações. Ela foi selecionada para o programa de Embaixadores Espaciais do Planet’s, devido ao seu trabalho sobre barrancos de Devon Island, Canadá, como análogos dos barrancos marcianos.

## Envolvimento com o público
Em 2017, Harrison fez parte de um voo com outros cientistas que foram assistir o eclipse solar total a partir de um avião. Ela também é uma fotografa profissional. Também se envolveu com a Mars Society, National Space Society e a Girl Scouts. Ela já contribuiu para o New Scientist, Gizmodo, The Wather Network e Slate. Harrison já falou sobre o assédio que passa ao trabalhar com STEM. Ela regularmente aparece em discussões públicas sobre astronomia.